# Бердичевский, Миха Йосеф
Ми́ха Йо́сеф Берди́чевский (1865, Меджибож — 1921, Берлин) — еврейский писатель, писавший на иврите, идише и немецком языке, мыслитель.

## Биография
Бердичевский родился в Меджибоже в хасидской семье. Отец — раввин Мойше-Арон, ученик и последователь рабби Рефула из Бершади, известного как «Рефул дер эмесер» (идиш: Рефул-правдивый). Рано увлёкся идеями движения Гаскала. В 1890 году переехал в Германию, два года учился в Бреслау в еврейской семинарии и университете. С 1892 года проживал в Берлине, где занимался наукой о еврействе (иудаикой), a также Ницше и Гегелем. Выступал со критическими статьями об идеологии Ахад-ха-Ама, Гаскалы и сионизма.
Продолжал обучение в Берне, затем в Берлине (1896—1900), где опубликовал множество статей на иврите с призывами к переоценке ценностей и расширению горизонтов ивритской литературы. В 1900 году женился на Рахили Ромберг, она много помогала литературной работе мужа. В 1903 году у них родился сын Иммануэль.
После пребывания в Варшаве, Бердичевский вновь оказался в Бреслау, где написал свои самые известные произведения (1901—1911). Затем — снова Берлин. Во время Первой мировой войны и после неё в его жизни произошли негативные изменения, связанные с ограничениями в перемещении для граждан России и пошатнувшимся здоровьем. Тяжёлым ударом для Бердичевского было известие о гибели во время погрома отца.
Умер в 1921 году и похоронен на Еврейском кладбище в Вайсензее в Берлине.

## Творчество

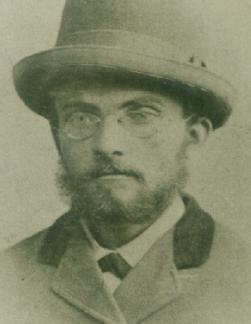
Молодой Бердичевский

Первое собрание сочинений Бердичесвского в 20-ти томах вышло уже в 1921—1925 годах в Берлине. Бердичевский написал около ста пятидесяти рассказов на иврите, много новелл на идиш и несколько на немецком, а также романы («Мирьям»). В творчестве присутствуют автобиографические элементы, описания быта евреев в черте оседлости. Написал множество эссе и статей, многие были острокритическими. Собирал и публиковал еврейские легенды.
Для творчества Бердичевского характерны как критика традиционной еврейской жизни, так и гордость еврейским наследием.
Предлагал считать еврейство не только религией, но и культурой, цивилизацией. Творчество Бердичевского вызывало интерес таких религиозных ортодоксальных писателей как рав Авраам Ицхак Кук и рабби И. Я. Вайнберг. По мнению обоих, ересь и бунт Бердичевского идут из того же источника, что и святость.
Сын Бердичевского — Иммануэль Бен-Горион (1903, Бреслау — 1978, Иерусалим) редактировал и издавал произведения отца в Израиле.